# Azrael
Azrael (od arap. Izrāʾīl (عزرائيل) ili Azra'eil (عزرایل)), arkanđeo smrti u hebrejskoj, kršćanskoj, islamskoj i tradiciji Sikha. Poznat je i po imenima Izrail, Azrin, Izrael, Azriel, Azrail, Ezraeil, Azraille, Azryel, Ozryel i Azraa-eel, što u hebrejskom znači 'onaj kojem Bog pomaže'. Prema vjerovanju, Azraelova dužnost je pomoći dušama preminulih pri prijelazu iz fizičkog u duhovni svijet.

## Opis
Ne postoji općenit Azraelov opis, ali prema jednoj tradiciji, vjeruje se da ima četiri lica i više od četiri tisuće krila, a tijelo mu je prekriveno bezbrojnim parovima očiju i jezicima, dok je prema drugom opisu starac koji se oslanja na štap. Najpopularniji je opis zastrašujuće figure u crnom ogrtaču s kukuljicom, katkad s glavom kostura, te s kosom u ruci kojom odsjeca ljudske živote po Božjoj volji. Zbog toga je postao poznat i kao Sablasni kosac, pojavljujući se kao takav u književnosti, stripovima i na filmu.

## Anđeo smrti u različitim religijskim tradicijama

### U judaizmu
U Starom zavjetu spominje se Anđeo Gospodnji koji je pobio 185 000 ljudi u asirskom logoru, Uništavatelj (ha-mashḥit) koji je usmrtio prvorođence u Egiptu te Anđeo Uništenja (mal'ak ha-mashḥi) koji je sijao smrt u Jeruzalemu. Anđeo smrti često se spominje u rabinskoj literaturi gdje zaobilazi one koji priznaju svoje grijehe ili one koji milosrdnim činima ublaže anđelovu ljutnju.

### U kršćanstvu
Ne postoji spomen o arkanđelu Azraelu u katoličkoj Bibliji i on ne pripada kršćanskom kanonu, koji u užem smislu, priznaje samo arkanđele Mihaela (Mihovila) i Gabrijela i Rafaela.

### U islamu
U Kuranu se ne spominje po imenu, već kao Malak-al-Maut, odnosno anđeo smrti. Trenutak prije svoga rođenja svaki čovjek dobije meleka koji će mu uzeti dušu u smrtnom času. Melek smrti samo prima liste ljudi koji trebaju umrijeti toga dana, te određuje ostalim melecima kada, kamo i po koga da idu.

## Vanjske poveznice
- Azrael, Archangel of Death (engl.)
- Archangel Azrael (engl.)
- Angel of Death – Jewish Encyclopedia (engl.)